# Толвуйская волость
То́лвуйская во́лость — волость в составе Петрозаводского уезда Олонецкой губернии.

## Общие сведения
Волостное правление располагалось в селении Толвуйский погост.
В состав волости входили сельские общества, включающие 117 деревень:
- Толвуйское общество
- Вырозерское общество
- Кузарандское общество
- Типиницкое общество
- Фоймогубское общество

На 1890 год численность населения волости составляла 11134 человека.
На 1905 год численность населения волости составляла 11871 человек. В волости насчитывалось 2343 лошади, 3087 коров и 3493 головы прочего скота.
Постановлением ВЦИК и СНК РСФСР от 4 августа 1920 года в населённых карелами местностях Олонецкой и Архангельской губерний была образована Карельская трудовая коммуна и волость вошла в состав Карельской трудовой коммуны. В 1923 году волость вошла в состав образованной Автономной Карельской ССР.
В ходе реформы административно-территориального деления СССР в 1927 году волость была упразднена, а её территория разделена между Великогубским и Шуньгским районами.
В настоящее время территория Толвуйской волости относится в основном к Медвежьегорскому району Республики Карелия.